# شاذروان (الكعبة)

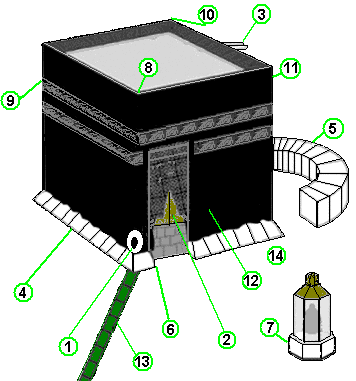
4- الشاذروان وهو جزء من حجر أساس الكعبة.

الشَّاذَرْوان بفتح الذال وتسكين الراء، وهو ما ترك من عرض أساس البيت الحرام خارجا ويسمى تأزيرا لأنه كالإزار، وهو مأخوذ من كلمة شوذر الفارسية ومعناها الإزار. فهو الوزرة المحيطة بأسفل جدار الكعبة المشرفة من مستوى الطواف، وهو مسنم الشكل ومبني من الرخام في الجهات الثلاث، ما عدا جهة الحِجْر، ومثبت فيه 41 حلقة يربط فيها حبال ثوب الكعبة المشرفة ولا يوجد أسفل جدار باب الكعبة المشرفة شاذروان.
و الشاذروان بني أصلاً لتقوية جدار الكعبة تقوية جدار الكعبة المشرفة التي كانت بحاجة إلى هذه التقوية؛ لتعرضها للسيول الكثيرة، وعليه فإن الشاذروان ليس من البيت، وقد أشار ابن تيمية بقوله: «وليس الشاذروان من البيت، بل جعل عمادًا للبيت».
وقد جدد بناء الشاذروان في سنوات عديدة منها في سنة ( 542 ه) وسنة (636 ه) وسنة ( 660 ه) وسنة ( 670 ه) وسنة ( 1010 ه) وبين ذلك وقبله وبعده. وآخر تجديد للشاذروان كان في عهد الملك فهد بن عبد العزيز آل سعود الترميم الثاني والكبير للكعبة المشرفة في عام 1417.
وفقد وصفه الأزرقي، في كتابه المسمى بأخبار مكة: